# Пэк Сон Дон
Пэк Сон Дон (кор. 백성동; род. 13 августа 1991, Кванджу) — южнокорейский футболист, полузащитник клуба «Анян» и сборной Южной Кореи.

## Карьера

### Клубная
Воспитанник университета Ёнсей. Первым профессиональным клубом Пэк Сон Дона стал японский «Джубило Ивата». Полузащитник дебютировал в команде 10 марта 2012 года в матче против «Консадоле Саппоро». В матче против «Урава Ред Даймондс», сыгранном 6 мая 2012 года южнокорейский полузащитник забил первый и второй голы в своей клубной карьере.

### В сборной
Пэк Сон Дон в составе молодёжной сборной Южной Кореи участвовал в молодёжном чемпионате мира 2011. Полузащитник провёл на турнире все 4 матча своей команды.
Принимал участие Пэк Сон Дон и в олимпийском футбольном турнире 2012, где сыграл 5 матчей и завоевал вместе с командой бронзовые медали.

## Достижения
- Бронзовый призёр Летних Олимпийских игр: 2012